# Derby County F.C.
Derby County Football Club / dɑrbi kaʊnti / là một câu lạc bộ bóng đá chuyên nghiệp Anh có trụ sở tại Derby, Anh. Là một trong mười hai thành viên của Liên đoàn bóng đá Anh vào năm 1888.Trong năm 2009,câu lạc bộ được xếp hạng thứ 137 trong 200 đội bóng hàng đầu châu Âu của thế kỷ 20 bởi Liên đoàn Thống kê và Lịch sử bóng đá quốc tế..
Derby County F.C. được thành lập vào năm 1884,bởi William Morley, là một nhánh của câu lạc bộ cricket quận Derbyshire,câu lạc bộ đã từng 4 mùa giải đứng đầu bảng xếp hạng bóng đá Anh. Thời kỳ đỉnh cao của câu lạc bộ vào những năm 1970, khi 2 lần vô địch Football League First Division và 4 lần tham dự các giải đấu cúp châu Âu,trong đó 1 lần lọt tới bán kết Cúp châu Âu, cũng như chiến thắng nhiều danh hiệu nhỏ khác.
Màu đen và trắng là màu sắc truyền thống của câu lạc bộ trong những năm 1890 và biệt danh câu lạc bộ là The Rams,The sheep nhằm tưởng nhớ đến mối liên hệ giữa những con cừu đực với trung đoàn đầu tiên của dân quân Derby,linh vật của câu lạc bộ là một con cừu đực tên Rammie và bài hát " The Derby Ram" là bài hát truyền thống của câu lạc bộ . Trụ sở câu lạc bộ tại sân vận động Pride Park, nằm ở Pride Park, Derby,là nơi câu lạc bộ chuyển đến trong năm 1997. Tính đến năm 2013, câu lạc bộ hiện đang chơi ở giải Hạng nhất Anh và được quản lý bởi Steve McClaren. Nhưng ở mùa giải 2007/08 Derby County đã phải lãnh trọn những trận đấu tệ nhất giải và nhận thành tích tệ nhất lịch sử Ngoại hạng Anh khi chỉ dành được đúng 11 điểm sau 38 vòng đấu. Những mùa giải Premier League 1996/97 cho đến 2000/01 Derby County đã phải cố gắng trụ hạng nhưng đến mùa giải 2001/02 Derby County phải xuống hạng.

## Sân vận động
| Năm          | Địa điểm           | Sức chứa |
| ------------ | ------------------ | -------- |
| 1884–95      | Racecourse Ground  | n/a      |
| 1895–1997    | Baseball Ground    | 42000    |
| 1997–present | Pride Park Stadium | 33597    |

## Danh sách cầu thủ
Tính đến 17 tháng 8 năm 2021
Ghi chú: Quốc kỳ chỉ đội tuyển quốc gia được xác định rõ trong điều lệ tư cách FIFA. Các cầu thủ có thể giữ hơn một quốc tịch ngoài FIFA.
| Số | VT | Quốc gia   | Cầu thủ                   |
| -- | -- | ---------- | ------------------------- |
| 1  | TM | Scotland   | David Marshall            |
| 2  | HV | Anh        | Nathan Byrne              |
| 3  | HV | Scotland   | Craig Forsyth             |
| 4  | TV | Scotland   | Graeme Shinnie            |
| 5  | HV | Ba Lan     | Krystian Bielik           |
| 6  | HV | Anh        | Phil Jagielka             |
| 7  | TĐ | Ba Lan     | Kamil Jóźwiak             |
| 8  | TV | Anh        | Max Bird                  |
| 10 | TĐ | Wales      | Tom Lawrence (đội trưởng) |
| 11 | TV | Jamaica    | Ravel Morrison            |
| 13 | TĐ | Thổ Nhĩ Kỳ | Colin Kazim-Richards      |
| 16 | HV | Anh        | Richard Stearman          |
| 17 | TV | Anh        | Louie Sibley              |
| 21 | TM | Hà Lan     | Kelle Roos                |

| Số | VT | Quốc gia         | Cầu thủ          |
| -- | -- | ---------------- | ---------------- |
| 26 | HV | Anh              | Lee Buchanan     |
| 31 | TM | Anh              | Ryan Allsop      |
| 32 | HV | Anh              | Jordan Brown     |
| 33 | HV | Anh              | Curtis Davies    |
| 34 | TĐ | Scotland         | Jack Stretton    |
| 35 | TV | Cộng hòa Ireland | Louie Watson     |
| 36 | HV | Cộng hòa Ireland | Festy Ebosele    |
| 37 | HV | Anh              | Kornell McDonald |
| 38 | TV | Cộng hòa Ireland | Jason Knight     |
| 40 | TV | Anh              | Isaac Hutchinson |
| 41 | HV | Cộng hòa Ireland | Eiran Cashin     |
| 42 | TV | Anh              | Liam Thompson    |
| 43 | HV | Anh              | Dylan Williams   |

## Danh sách các huấn luyện viên
Danh sách của tất cả các HLV của CLB Derby County kể từ khi bổ nhiệm Harry Newbould vào năm 1900.Huấn luyện viên trưởng của CLB hiện tại là Wayne Rooney.
- 2020–:  Wayne Rooney
- 2018–2019:  Frank Lampard
- 2013–2015, 2016-2017:  Steve McClaren
- 2009–2013:  Nigel Clough
- 2007–2008:  Paul Jewell
- 2006–2007:  Billy Davies
- 2005–2006:  Phil Brown
- 2003–2005:  George Burley
- 2002–2003:  John Gregory
- 2001–2002:  Colin Todd
- 1995–2001:  Jim Smith

|  | - 1993–1995: Roy McFarland - 1984–1993: Arthur Cox - 1982–1984: Peter Taylor - 1982: John Newman - 1979–1982: Colin Addison - 1977–1979: Tommy Docherty - 1976–1977: Colin Murphy - 1973–1976: Dave Mackay - 1967–1973: Brian Clough |  | - 1962–1967: Tim Ward - 1955–1962: Harry Storer - 1953–1955: Jack Barker - 1946–1953: Stuart McMillan - 1944–1946: Ted Magner - 1942–1944: Jack Nicholas - 1925–1941: George Jobey - 1922–1925: Cecil Potter - 1906–1922: Jimmy Methven - 1886–1906: Harry Newbould |

## Danh hiệu
- First Division (cấp độ 1)
  - Vô địch: 1971–72, 1974–75
  - Á quân: 1895–96, 1929–30, 1935–36
- Second Division / First Division / Championship (cấp độ 2)
  - Vô địch: 1911–12, 1914–15, 1968–69, 1986–87
  - Á quân: 1925–26, 1995–96
  - Play-off winners: 2007
- Third Division North / Third Division / League One (cấp độ 3)
  - Vô địch: 1956–57
  - Á quân: 1955–56, 2023–24
  - Thăng hạng: 1985–86
- FA Cup
  - Vô địch: 1945–46
  - Á quân: 1897–98, 1898–99, 1902–03
- FA Charity Shield
  - Vô địch: 1975
- Texaco Cup
  - Vô địch: 1971–72
- Anglo-Italian Cup
  - Á quân: 1992–93
- Watney Cup
  - Vô địch: 1970